# Macara heinrichi
Macara heinrichi is een vlinder uit de familie van de Megalopygidae. De wetenschappelijke naam van de soort is voor het eerst geldig gepubliceerd in 1928 door Hopp.